# Microcharacidium
Microcharacidium es un género de peces de la familia Crenuchidae y de la orden de los Characiformes.

## Especies
- Microcharacidium eleotrioides (Géry, 1960)
- Microcharacidium geryi Zarske, 1997
- Microcharacidium gnomus Buckup, 1993
- Microcharacidium weitzmani Buckup, 1993

- Datos: Q1176786